# 조 그레이
조 그레이(Joe Gray, 1912년 5월 5일 ~ 1971년 3월 15일)는 미국의 배우, 권투 선수, 스턴트 배우이다.

## 영화
- 혹성 탈출 3 - 제3의 인류 (1971년)
- 황금의 꿈 (1971년)
- 렉킹 크류 (1969년)
- 체 게바라 (1969년)
- 반도레로 (1968년)
- 굿 타임스 (1967년)
- 사이렌서 잠복 부대 (1967년)
- 사이렌서 (1966년)
- 할로우 (1965년)
- 보잉 707 보잉 707 (1965년)
- 전격 후린트 고고작전 (1965년)
- 시카고의 7인 (1964년)
- 토이즈 인 더 아틱 (1963년)
- 후즈 갓 더 액션? (1962년) - 풀 플레이어 역
- 키드 갈라드 (1962년)
- 맨츄리안 켄디데이트 (1962년)
- 아다 (1961년)
- 벨스 아 링잉 (1960년)
- 지 아이 블루 (1960년)
- 오션스 일레븐 (1960년)
- 리오 브라보 (1959년)
- 록-어-바이 베이비 (1958년)
- 1만개의 침실들 (1957년)
- 파드너스 (1956년)
- 아가씨와 건달들 (1955년)
- 캐디 (1953년)
- 스케어드 스티프 (1953년)
- 아이언 맨 (1951년)
- 비장의 술수 (1951년)
- 와바시 애비뉴 (1950년)
- 라이딩 하이 (1950년)
- 마이 프렌드 어머 고즈 웨스트 (1950년)
- 선셋 대로 (1950년)
- 마이 프렌드 어머 (1949년)
- 챔피언 (1949년)
- 크리스마스 이브 (1947년)
- 크리미널 코트 (1946년)
- 브로드웨이 (1942년)
- 성조기의 행진 (1942년)
- 보 게스티 (1939년)
- 스타 이즈 본 디 오리지널 (1937년)